# Emmy Clarke
Emmy Clarke (* 25. September 1991 als Mary Elizabeth Clarke in Mineola, Long Island, New York) ist eine US-amerikanische Schauspielerin.

## Leben
Im Alter von einem Jahr zog Clarke mit ihrer Familie nach Houston, Texas, um 1997 mit sechs Jahren nach Großbritannien (Woking) überzusiedeln. Dort ging sie auf das TASIS England zur Schule, wie auch ihre Geschwister Bridget und Patrick. 2002 allerdings zog die Familie zurück in die Staaten und ließ sich in New York City nieder.
Hier entdeckte Clarke neben ihrem Talent Balletttanz auch ihre Vorliebe zur Schauspielerei. Ihr Filmdebüt hatte sie bereits 1999 in der Komödie Ungeküsst an der Seite von Drew Barrymore gegeben.
Nach einer weiteren Rolle in Mein Haus in Umbrien an der Seite von Maggie Smith bekam sie die Rolle offeriert, mit der sie auch im deutschsprachigen Raum Bekanntheit erlangt hat: In insgesamt 24 Folgen der Krimiserie Monk stellte Clarke Julie Teeger dar.
2006 war sie mit Fell – Eine Liebesgeschichte, einem biographischen Drama, welches das Leben von Diane Arbus (Nicole Kidman) erzählt, erneut auf der Kinoleinwand zu sehen.

## Filmografie
- 1999: Ungeküsst (Never Been Kissed)
- 2003: Mein Haus in Umbrien (My House in Umbria)
- 2004–2009: Monk (Fernsehserie, 24 Episoden)
- 2006: Fell – Eine Liebesgeschichte (Fur: An Imaginary Portrait of Diane Arbus)
- 2010: Capture the Flag (Kurzfilm)
- 2010: The Line (Fernsehfilm)
- 2014: Apartment Troubles
- 2019: The Strange Adventures of Gravemind the Warlock (Fernsehserie, 2 Episoden)

## Auszeichnungen
Für ihre Rolle der Aimee in „Mein Haus in Umbrien“ wurde Clarke mit dem Young Artist Award ausgezeichnet.

## Ihr Künstlername
Ihr Künstlername – Emmy – setzt sich aus den Initialen ihres Vor- und Mittelnamens (Mary Elizabeth) zusammen. Da das englische E wie ein I ausgesprochen wird, ergibt sich aus beiden Buchstaben der Name Emmy.